# Klaus Augenthaler
Klaus »Auge« Augenthaler, nemški nogometaš in trener, * 26. september 1957, Fürstenzell, Zahodna Nemčija.
Augenthaler je svojo celotno člansko kariero igral za Bayern München v nemški ligi. Med letoma 1976 in 1991 je za klub odigral 404 prvenstvene tekme, na katerih je dosegel 52 golov. Osvojil je naslov nemškega državnega prvaka v sezonah 1979/80, 1980/81, 1984/85, 1985/86, 1986/87, 1988/89 in 1989/90, nemški pokal v sezonah 1981/82, 1983/84 in 1985/86, nemški super pokal v letih 1982, 1987 in 1990 ter naslov podprvaka v Pokalu državnih prvakov v letih 1982 in 1987.
Za zahodnonemško reprezentanco je nastopil na svetovnih prvenstvih v letih 1986 in 1990. Leta 1986 je z reprezentanco osvojil naslov podprvaka, leta 1990 pa naslov svetovnega prvaka. Skupno je za reprezentanco odigral sedemindvajset uradnih tekem.
Po končani karieri je deloval kot trener, najprej v Bayernu pri mladincih, nato kot pomočnik in leta 1996 začasno kot glavni trener. Leta 1997 je postal trener avstrijskega kluba Grazer AK, od leta 2000 pa je vodil nemške klube 1. FC Nuremberg, Bayer Leverkusen, VfL Wolfsburg in SpVgg Unterhaching.